# 1279年
| 千纪： | 2千纪 |
| 世纪： | 12世纪 \| 13世纪 \| 14世纪                                                                                 |
| 年代： | 1240年代 \| 1250年代 \| 1260年代 \| 1270年代 \| 1280年代 \| 1290年代 \| 1300年代                           |
| 年份： | 1274年 \| 1275年 \| 1276年 \| 1277年 \| 1278年 \| 1279年 \| 1280年 \| 1281年 \| 1282年 \| 1283年 \| 1284年 |
| 纪年： | 己卯年（兔年）；南宋祥兴二年；元至元十六年；越南紹寳元年；日本弘安二年                                     |

## 大事记
- 中国
  - 2月26日——張弘範大舉進攻趙昺流亡朝廷。
  - 3月15日——宋軍都統張達夜襲元軍失敗。
  - 3月19日——崖山海战，宋军在海战中被元军击败，陸秀夫和幼主趙昺跳海而死，南宋灭亡，元朝統一中國。

## 逝世
- 赵昺，宋朝最後一位皇帝
- 陆秀夫
- 张世杰